# Aculodes mckenziei
Aculodes mckenziei är en spindeldjursart som först beskrevs av Hartford Hammond Keifer 1944.  Aculodes mckenziei ingår i släktet Aculodes och familjen Eriophyidae. Inga underarter finns listade i Catalogue of Life.